# Кубок Мальти з футболу 2025—2026
Кубок Мальти з футболу 2025–2026 — 88-й розіграш кубкового футбольного турніру на Мальті. Титул захищає Гіберніанс.

## Календар
| Раунд            | Дата | Матчі |
| ---------------- | ---- | ----- |
| Попередній раунд |      |       |
| 1/16 фіналу      |      | 16    |
| 1/8 фіналу       |      | 8     |
| 1/4 фіналу       |      | 4     |
| 1/2 фіналу       |      | 2     |
| Фінал            |      | 1     |

## Регламент
Відповідно до формату змагань клуби Прем'єр-ліги стартують з 1/16 фіналу, у попередньому раунді грають клуби 2 – 4 дивізіонів.